# Чемпіонат Європи з легкої атлетики 1966
Чемпіонат Європи з легкої атлетики 1966 відбувся 30 серпня-4 вересня в Будапешті на «Непштадіоні».

## Призери

### Чоловіки
| Дисципліни                | Золото                                                                       | Золото       | Срібло                                                           | Срібло      | Бронза                                                              | Бронза      |
| ------------------------- | ---------------------------------------------------------------------------- | ------------ | ---------------------------------------------------------------- | ----------- | ------------------------------------------------------------------- | ----------- |
| 100 метрів                | Веслав Маняк Польща                                                          | 10,60        | Роже Бамбюк Франція                                              | 10,61       | Клод Пікемаль Франція                                               | 10,62       |
| 200 метрів                | Роже Бамбюк Франція                                                          | 20,93        | Мар'ян Дудзяк Польща                                             | 21,0        | Жан-Клод Налле Франція                                              | 21,0        |
| 400 метрів                | Станіслав Грендзинський Польща                                               | 46,0         | Анджей Баденський Польща                                         | 46,2        | Манфред Кіндер ФРН                                                  | 46,3        |
| 800 метрів                | Манфред Матушевський НДР                                                     | 1.45,9 CR    | Франц-Йозеф Кемпер ФРН                                           | 1.46,0      | Бодо Тюммлер ФРН                                                    | 1.46,3      |
| 1500 метрів               | Бодо Тюммлер ФРН                                                             | 3.41,9       | Мішель Жазі Франція                                              | 3.42,2      | Гаральд Норпот ФРН                                                  | 3.42,4      |
| 5000 метрів               | Мішель Жазі Франція                                                          | 13.42,8      | Гаральд Норпот ФРН                                               | 13.44,0     | Бернд Дісснер НДР                                                   | 13.47,8     |
| 10000 метрів              | Юрген Газе НДР                                                               | 28.26,0 CR   | Мечер Лайош Угорщина                                             | 28.27,0     | Леонід Микитенко СРСР                                               | 28.32,2     |
| 110 метрів з бар'єрами    | Едді Оттоз Італія                                                            | 13,7 CR      | Гінріх Йон ФРН                                                   | 14,0        | Марсель Дюр'є Франція                                               | 14,0        |
| 400 метрів з бар'єрами    | Роберто Фріноллі Італія                                                      | 49,8         | Герд Лоссдерфер ФРН                                              | 50,3        | Робер Пуар'є Франція                                                | 50,5        |
| 3000 метрів з перешкодами | Віктор Кудинський СРСР                                                       | 8.26,6 CR NR | Анатолій Кур'ян СРСР                                             | 8.28,0      | Гастон Рулантс Бельгія                                              | 8.28,8      |
| 4×100 метрів              | Франція Марк Берже Жослен Делекур Клод Пікемаль Роже Бамбюк                  | 39,4 CR      | СРСР Едвін Озолін Амін Туяков Борис Савчук Микола Іванов         | 39,8        | ФРН Ганс-Юрген Фельзен Герт Мец Дітер Ендерляйн Манфред Кніккенберг | 39,8        |
| 4×400 метрів              | Польща Ян Вернер Едмунд Боровський Станіслав Грендзинський Анджей Баденський | 3.04,5 CR    | ФРН Фрідріх Родерфельд Єнс Ульбріхт Рольф Крюзман Манфред Кіндер | 3.04,8      | НДР Йоахім Бот Гюнтер Кланн Міхаель Цербес Вільфрід Вайланд         | 3.05,7 NR   |
|                           |                                                                              |              |                                                                  |             |                                                                     |             |
| Марафон                   | Джим Хоган Велика Британія                                                   | 2:20.04,6    | Аурел Вандендрісше Бельгія                                       | 2:21.43,6   | Дьюла Тот Угорщина                                                  | 2:22.02,0   |
| Ходьба 20 кілометрів      | Дітер Лінднер НДР                                                            | 1:29.25,0 CR | Володимир Голубничий СРСР                                        | 1:30.06,0   | Микола Смага СРСР                                                   | 1:30.18,0   |
| Ходьба 50 кілометрів      | Абдон Памич Італія                                                           | 4:18.42,0    | Геннадій Агапов СРСР                                             | 4:20.01,2   | Олександр Щербина СРСР                                              | 4:20.47,2   |
|                           |                                                                              |              |                                                                  |             |                                                                     |             |
| Стрибки у висоту          | Жак Мадюбос Франція                                                          | 2,12         | Робер Сент-Роз Франція                                           | 2,12        | Валерій Скворцов СРСР                                               | 2,09        |
| Стрибки з жердиною        | Вольфганг Нордвіг НДР                                                        | 5,10 CR      | Христос Папаніколау Греція                                       | 5,05 NR     | Ерве Данкосс Франція                                                | 5,00        |
| Стрибки у довжину         | Лінн Девіс Велика Британія                                                   | 7,98         | Ігор Тер-Ованесян СРСР                                           | 7,88        | Жан Кошар Франція                                                   | 7,88 NR     |
| Потрійний стрибок         | Георгій Стойковський Болгарія                                                | 16,67 CR NR  | Ганс-Юрген Рюкборн НДР                                           | 16,66 NR    | Калочаї Генрик Угорщина                                             | 16,59 NR    |
| Штовхання ядра            | Вар'ю Вільмош Угорщина                                                       | 19,43 CR     | Микола Карасьов СРСР                                             | 18,82       | Владислав Комар Польща                                              | 18,68       |
| Метання диска             | Детлеф Торіт НДР                                                             | 57,42        | Гартмут Лош НДР                                                  | 57,34       | Лотар Мільде НДР                                                    | 56,80       |
| Метання молота            | Ромуальд Клим СРСР                                                           | 70,02 CR     | Дьюла Живоцький Угорщина                                         | 68,62       | Уве Баєр ФРН                                                        | 67,28       |
| Метання списа             | Яніс Лусіс СРСР                                                              | 84,48 CR     | Владислав Никицюк Польща                                         | 81,78       | Кульчар Дердей Угорщина                                             | 80,54       |
|                           |                                                                              |              |                                                                  |             |                                                                     |             |
| Десятиборство             | Вернер фон Мольтке ФРН                                                       | 7740 (7607)  | Йорг Маттайс ФРН                                                 | 7614 (7478) | Горст Баєр ФРН                                                      | 7562 (7479) |

### Жінки
| Дисципліни            | Золото                                                                         | Золото       | Срібло                                                | Срібло      | Бронза                                                               | Бронза      |
| --------------------- | ------------------------------------------------------------------------------ | ------------ | ----------------------------------------------------- | ----------- | -------------------------------------------------------------------- | ----------- |
| 100 метрів            | Єва Клобуковська Польща                                                        | 11,5         | Ірена Кіршенштейн Польща                              | 11,5        | Карін Фріш ФРН                                                       | 11,8        |
| 200 метрів            | Ірена Кіршенштейн Польща                                                       | 23,1 CR      | Єва Клобуковська Польща                               | 23,4        | Віра Попкова СРСР                                                    | 23,7        |
| 400 метрів            | Анна Хмелькова Чехословаччина                                                  | 52,9 CR NR   | Мункачі Антонія Угорщина                              | 53,9        | Монік Нуаро Франція                                                  | 54,0        |
| 800 метрів            | Вера Ніколич Югославія                                                         | 2.02,8 CR NR | Сабо Жужа Угорщина                                    | 2.03,1 NR   | Анте Гляйхфельд ФРН                                                  | 2.03,7 NR   |
| 80 метрів з бар'єрами | Карін Бальцер НДР                                                              | 10,7         | Карін Фріш ФРН                                        | 10,7        | Ельжбета Беднарек Польща                                             | 10,7        |
| 4×100 метрів          | Польща Ельжбета Беднарек Данута Страшинська Ірена Кіршенштейн Єва Клобуковська | 44,49 CR     | ФРН Ренате Маєр Ганнелор Траберт Карін Фріш Ютта Штек | 44,60 NR    | СРСР Віра Попкова Валентина Большова Людмила Самотьосова Ренате Ліце | 44,70       |
|                       |                                                                                |              |                                                       |             |                                                                      |             |
| Стрибки у висоту      | Таїсія Ченчик СРСР                                                             | 1,75         | Людмила Комлєва СРСР                                  | 1,73        | Ярослава Беда Польща                                                 | 1,71        |
| Стрибки у довжину     | Ірена Кіршенштейн Польща                                                       | 6,55 CR      | Діана Йоргова Болгарія                                | 6,45        | Гельга Гоффман ФРН                                                   | 6,38        |
| Штовхання ядра        | Надія Чижова СРСР                                                              | 17,22        | Маргітта Гуммель НДР                                  | 17,05       | Маріта Ланге НДР                                                     | 16,96       |
| Метання диска         | Крістін Шпільберг НДР                                                          | 57,76 CR     | Лізель Вестерман ФРН                                  | 57,38 NR    | Аніта Генчель НДР                                                    | 56,80       |
| Метання списа         | Маріон Люттге НДР                                                              | 58,74        | Міхаела Пенеш Румунія                                 | 56,94       | Валентина Попова СРСР                                                | 56,70       |
|                       |                                                                                |              |                                                       |             |                                                                      |             |
| П'ятиборство          | Валентина Тихомирова СРСР                                                      | 4787 (4057)  | Гайде Розендаль ФРН                                   | 4765 (4048) | Інге Екснер НДР                                                      | 4713 (3984) |

## Медальний залік
| Місце               | Країна              | Золото | Срібло | Бронза | Загалом |
| ------------------- | ------------------- | ------ | ------ | ------ | ------- |
| 1                   | НДР                 | 8      | 3      | 6      | 17      |
| 2                   | Польща              | 7      | 5      | 3      | 15      |
| 3                   | СРСР                | 5      | 7      | 7      | 19      |
| 4                   | Франція             | 4      | 3      | 7      | 14      |
| 5                   | ФРН                 | 3      | 10     | 9      | 22      |
| 6                   | Італія              | 3      | 0      | 0      | 3       |
| 7                   | Велика Британія     | 2      | 0      | 0      | 2       |
| 8                   | Угорщина            | 1      | 4      | 3      | 8       |
| 9                   | Болгарія            | 1      | 1      | 0      | 2       |
| 10                  | Югославія           | 1      | 0      | 0      | 1       |
| 10                  | Чехословаччина      | 1      | 0      | 0      | 1       |
| 12                  | Бельгія             | 0      | 1      | 1      | 2       |
| 13                  | Румунія             | 0      | 1      | 0      | 1       |
| 13                  | Греція              | 0      | 1      | 0      | 1       |
| Загалом (14 збірні) | Загалом (14 збірні) | 36     | 36     | 36     | 108     |